# Scoicar
Scoicarul (Haematopus ostralegus) este o pasăre migratoare de litoral din familia hematopodidelor (Haematopodidae), ordinul caradriiformelor (Charadriiformes) care cuibărește îndeosebi pe solul scoicos al litoralului marin din Europa și Asia și iernează în sudul și vestul Africii, sudul Asiei.
Este mai mare decât un porumbel (are o lungime de 43 cm). Corpul este negru, cu alb pe abdomen, piept, aripi (o dungă lată) și deasupra cozii. Ciocul proeminent și drept, irisul și picioarele sunt roșii. Iarna apare o bandă albă peste gâtul negru, iar picioarele sunt roz pal. Sexele se aseamănă între ele.
Cuibul este format dintr-o gropiță căptușită cu scoici și resturi de alge. Prin mai-iunie femela depune de obicei 3 ouă galbene, pătate cu brun. Clocitul durează circa 26-27 de zile și este asigurat de ambele sexe. Puii sunt nidifugi. Când se află pe malul mării, scoicarul se hrănește îndeosebi cu moluște bivalve (midii, scoici). Hrana este completată cu gasteropode (litorine), crabi și viermi marini. Când se află în interiorul uscatului, hrana constă în principal din râme și insecte.
În România cuibărește rar, pe solul scoicos al litoralului, în lagune sau sărăturile de lângă Dunăre. Mai frecvent trece în pasaj din nordul arealului de cuibărire spre cartierele de iernare din jurul Mării Mediterane și Africa. În pasaj pot fi văzute în stoluri zburând în formă de V, scoțând strigăte puternice "cliip" sau "bliip".

## Subspecii
Sunt descrise 4 subspecii. În România și Republica Moldova trăiește o singură subspecie - Haematopus ostralegus longipes.
1. Haematopus ostralegus ostralegus (Linnaeus, 1758) — din Islanda și Scandinavia spre est până la fluviul Peciora și spre sud prin Insulele Britanice până în nord-vestul Franței, cu populații izolate în regiunea mediterană din nord-estul Spaniei și sudul Franței până în Turcia; iernează în sudul și vestul Africii.
2. Haematopus ostralegus longipes (Buturlin, 1910) — din vestul și nord-centrul Rusiei (gura fluviul Obi), spre sud până la Marea Neagră, Marea Caspică și Marea Aral și Lacul Balhaș și spre est până în vestul Siberiei; iernează pe coastele din estul Africii prin Peninsula Arabică până în India.
3. Haematopus ostralegus osculans (Swinhoe, 1871) — Kamceatka și vestul Coreei de Nord, și, de asemenea, se presupune că cuibărește din Regiunea Amur și Ținutul Primorie prin Manciuria până în Hebei (nord-estul Chinei), și, posibil, în Insulele Kurile; iernează din estul Chinei spre sud până la Guangdong.
4. Haematopus ostralegus finschi (Martens, 1897) — Insula de Sud, Noua Zeelanda; iernează pe coastele Insulei de Sud și Insulei de Nord. Statutul taxonomic al subspeciei Haematopus ostralegus finschi este incert, și mulți autori o consideră ca o specie distinctă - Haematopus finschi.